# Comuna de Świątniki Górne
Świątniki Górne (polaco: Gmina Świątniki Górne) é uma gminy (comuna) na Polónia, na voivodia de Pequena Polónia e no condado de Krakowski. A sede do condado é a cidade de Świątniki Górne.
De acordo com os censos de 2004, a comuna tem 8562 habitantes, com uma densidade 424,5 hab/km².

## Área
Estende-se por uma área de 20,17 km², incluindo:
- área agricola: 73%
- área florestal: 15%

## Demografia
Dados de 30 de Junho 2004:
|                      | Total   | Total | Mulheres | Mulheres | Homens  | Homens |
| -------------------- | ------- | ----- | -------- | -------- | ------- | ------ |
|                      | pessoas | %     | pessoas  | %        | pessoas | %      |
| População            | 8562    | 100   | 4350     | 50,8     | 4212    | 49,2   |
| Densidade (pop./km²) | 424,5   | 100   | 215,7    | 215,7    | 208,8   | 208,8  |

De acordo com dados de 2002, o rendimento médio per capita ascendia a 1372,95 zł.

## Comunas vizinhas
- Kraków, Mogilany, Siepraw, Wieliczka